# Fantomska raketa
Fantomska raketa (šved. Spökraketer), neidentificirani leteći objekti nalik raketi ili projektilu koji su se pojavljivali tijekom 1946. godine na noćnom nebu iznad Švedske i okolnih država, uključujući i SSSR. Fenomen je započeo u veljači i trajao sve do prosinca navedene godine. Leteći objekti su letjeli nasumično i u formacijama, kretali su se ponekad brzo, ponekad sporo, spuštali se i dizali i letjeli su bešumno te ponekad su ostavljali svjetleći trag.
Prvi švedski novinski izvještaj o neobičnim letjelicama koji je privukao poznornost inozemnih medija dogodio se 24. svibnja u 02:00 sata ujutro, kada je viđen takav leteći objekt iznad Landskronea u Švedskoj. "Raketa" je putovala u smjeru jugozapada na visini od 300 metara. Tijekom godine viđeno je između 1.000 i 1.500 takvih letjelica, što je izazvalo zabrinutost skandinavskih, britanskih i američkih vojnih vlasti. Međutim, potkraj godine fenomen se prestao ponavljati te su događaji pali u zaborav.